# 杨兴锋
杨兴锋（1952年4月—），男，海南海口人，中华人民共和国新闻工作者，南方日报社原总编辑、社长、党委书记，南方报业传媒集团原董事长、党委书记，中华全国新闻工作者协会原副主席。